# Le Réveil de la sorcière rouge
Pour plus de détails, voir Fiche technique et Distribution.

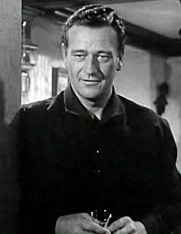
John Wayne

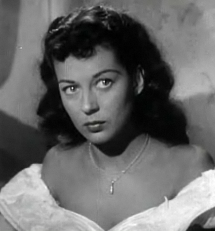
Gail Russell

Le Réveil de la sorcière rouge (Wake of the Red Witch) est un film américain réalisé par Edward Ludwig en 1948, produit par la Republic Pictures.

## Synopsis
Dans les années 1860, le capitaine Ralls qui commande un voilier marchand, débarque avec son second, Sam Rosen, sur une île des Mers du Sud où vit le riche armateur Mayrant Ruysdaal Sidneye. Celui-ci expose à Rosen les circonstances qui ont amené Ralls, sept ans plus tôt, à saborder "La Sorcière Rouge", navire affrété par l'armateur, et son chargement d'or.

## Fiche technique
- Titre original : Wake of the Red Witch
- Titre français : Le réveil de la sorcière rouge
- Réalisation : Edward Ludwig
- Scénario : Harry Brown et Kenneth Gamet, d'après le roman Wake of the Red Witch publié en 1946 par Garland Roark (1904-1985).
- Direction artistique : James W. Sullivan
- Décorateur de plateau : John McCarthy Jr. et George Milo
- Costumes : Adele Palmer
- Maquillage : Bob Mark
- Directeur de la photographie : Reggie Lanning
- Montage : Richard L. Van Enger
- Musique : Nathan Scott
- Producteur associé : Edmund Grainger
- Société de production : Republic Pictures
- Société de distribution : Republic Pictures
- Budget : 1 200 343 $ US[1]
- Pays de production :   États-Unis
- Année : 1948
- Langue originale : anglais
- Son : Mono (RCA Sound System)
- Image : noir et blanc
- Ratio écran : 1,37:1
- Négatif : 35 mm
- Genre : film d'action, film d'aventure, drame
- Durée : 106 minutes
- Dates de sortie :
  - États-Unis : 1er mars 1949
  - France : 17 mai 1950

## Distribution
- John Wayne  (VF : Raymond Loyer) : le capitaine Ralls
- Gail Russell  (VF : Colette Broïdo) : Angelique Desaix
- Gig Young  (VF : Maurice Dorleac) : Sam Rosen
- Adele Mara (VF : Claire Guibert) : Teleia Van Schreeven
- Luther Adler  (VF : Maurice Pierrat) : Mayrant Ruysdaal Sidneye
- Eduard Franz (VF : Jean Gaudray) : Harmenszoon Van Schreeven
- Grant Withers  (VF : Jean-Henri Chambois) : le capitaine Wilde Youngeur
- Henry Daniell  (VF : Claude Péran) : Jacques Desaix
- Paul Fix (VF : Albert Montigny) : Antonio "Ripper" Arrezo
- Jeff Corey  (VF : Jean Berton) : M. Loring
- Duke Kahanamoku (VF : Marcel Painvin) : Ua Nuke
- Dennis Hoey  (VF : Pierre Morin) : le capitaine Munsey

Acteurs non crédités :
- Myron Healey : un matelot
- Rory Mallinson : un officier
- James Nolan (VF : Pierre Michau) : le premier plongeur

## Autour du film
- L'armateur de « La Sorcière Rouge » est dénommé « Batjak ». Plus tard, John Wayne créa sa propre compagnie de production cinématographique, la Batjac Productions, qu'il baptisa ainsi (avec une orthographe différente à la suite d'une « erreur de plume ») en référence à ce film qu'il appréciait beaucoup.
- La fausse pieuvre du film sera volée par le réalisateur Ed Wood pour le film La Fiancée du monstre[2].

## DVD
Le film a fait l'objet d'une édition sur le support DVD en France :
- Le Réveil de la sorcière rouge (DVD-5 Amaray) sorti le 2 février 2000 édité par les éditions Montparnasse et distribué par The Walt Disney Company France dans la collection Diamant. Le ratio écran est en 1.33:1 4:3. L'audio est en Français et Anglais 1.0 Dolby Digital avec présence de sous-titres français. Pas de bonus présents. La durée du film est de 100 minutes. Il s'agit d'une édition Zone 2 Pal[3].